# Kevin Razy
 (mai 2024).
Si vous disposez d'ouvrages ou d'articles de référence ou si vous connaissez des sites web de qualité traitant du thème abordé ici, merci de compléter l'article en donnant les références utiles à sa vérifiabilité et en les liant à la section « Notes et références ».
Kevin Razy, né le 23 décembre 1987 à Paris, est un humoriste, comédien et animateur de télévision et de radio français.

## Biographie
Kévin Razy est né à Paris et est d'origine mauricienne.
Il commence sa carrière professionnelle en octobre 2007 comme chroniqueur sur RNT, la web-radio de Direct 8.
Il y rencontre Kinan, un humoriste, qui le laisse faire sa première partie au café-théâtre Popul'air. En janvier 2008, Kevin Razy lance son premier spectacle solo, intitulé The Little Diarrhée of Razy. Il le joue pendant deux ans en enchaînant scènes ouvertes et festivals.
En 2009, Kevin Razy et son ami Tarik Seddak rencontrent Grégory Ouioui et ils travaillent en tant qu'auteurs de contenu pour le site internet People for Cinema. Pendant un an, Kevin Razy apprend le fonctionnement de la vidéo et connaît son premier buzz en 2010 avec Sexion d'Homo[Quoi ?] (700 000 vues). Fin 2010, Tarik Seddak et lui créent leur propre société de production, Barney Gold, dont la gérance est confiée à Élodie Legale.
Kevin Razy est l’auteur d'une parodie antillaise de la série à succès Bref., intitulée Bwef. (près de 2 millions de vues). Il est invité sur le dernier épisode de Bref., diffusé le 12 juillet 2012, pour y interpréter ce même personnage antillais.
Il co-écrit avec Tarik Seddak la plupart des sketches des Lascars gays pour l'émission On n'demande qu'à en rire (France 2). En 2012, il fait ses débuts dans On n'demande qu'à en rire au Moulin-Rouge, ce qui le fait connaitre du grand public. À partir du 1er juillet 2012, il fait partie de la nouvelle saison du Jamel Comedy Club (Canal+). Le samedi 9 février 2013, Kevin Razy remporte le 4e prime time de On n'demande qu'à en rire (diffusé en direct) et fait donc partie des dix humoristes jouant au Casino de Paris en juin 2013.
Il joue dans la pastille humoristique Pendant ce temps, diffusée dans Le Grand Journal sur Canal+, avec Julien Pestel, Inna Modja et Marc Jarousseau. Il fait aussi partie du collectif de youtubeurs Studio Bagel, dont l'actionnaire principal est le groupe Canal+. Kevin Razy anime également une chronique hebdomadaire dans Le Before du Grand Journal sur Canal+, intitulée « Le Scan de Kevin Razy ».
En 2015, il répond aux propos de Nadine Morano sur une supposée « race blanche » avec une vidéo YouTube de Petite Discussion entre Razy[Quoi ?], où il joue deux personnages qui se parlent (qui atteint 200 000 vues). Un mois plus tard, après les attentats du 13 novembre, il réitère avec une vidéo. Il apparait ensuite dans une campagne anti-conspirationniste lancée le 2 février 2016, sur le site OnTeManipule.fr.
Le 27 juillet 2016, son passage sur scène à l'Inglorious Comedy Club, est posté sur le web. Kevin Razy parle de l'attentat de Nice, des chaînes d'informations en continu et de l'État islamique. La vidéo atteint 4 millions de vues en moins de cinq jours.
Depuis le 20 février 2017, il présente et co-produit avec Mourad Moqaddem l'émission Rendez-vous avec Kevin Razy sur Canal+. Inspiré par les shows satiriques américains, il parle de faits de société et d'actualité sur un ton satirique.
Le 14 mars 2019, il sort son premier livre intitulé Fake news: Évite de tomber dans le piège ! aux éditions La Martinière Jeunesse.
Le 3 février 2020, il participe au lancement de la web-tv de Webedia LeLive, en tant que présentateur principal et récurrent du projet. Il y commet une erreur en prononçant le mot « nigger », interdit sur la plateforme Twitch, provoquant alors le bannissement de la web-tv dès son lancement.
En juin 2020, il enregistre 5 émissions de Fort Boyard dans la Boyard Academy. Il incarne un professeur très fainéant qui donne des cours de rattrapage scolaire à la suite du confinement.
De août 2020 à juillet 2022, il rejoint la radio Swigg en tant qu'animateur du Kevin Razy Morning Swigg du lundi au vendredi de 6h à 10h.
En 2021 sort son second livre Scienceflix, publié par les éditions La Martinière jeunesse.
En janvier 2024, il rejoint la distribution de la nouvelle création de Alexis Michalik intitulée Passeport au Théâtre de la Renaissance. Il y tient le rôle d’Arun, un réfugié tamoul de Pondichéry.

## Internet
- 2008 : clip parodique Jusbrice - T.E.S.T A.D.N de Kevin Razy et IBREC Production
- 2010 : clip parodique Beyon XVI Pas d'capote de Kevin Razy (parodie de Single Ladies de Beyoncé)
- 2010 : clip parodique Creeze de Kevin Razy et JSK (parodie de Freeze de T-Pain en featuring avec Chris Brown)
- 2010 : clip parodique Sexion d'Homo des Babtous (parodie de Désolé du groupe Sexion d'Assaut)
- 2010 : clip parodique Chatroulette de Max Boublil avec Sophie Favier
- 2011 : clip parodique Ben Ali of my life de Mel Massadian (parodie de The Time (Dirty Bit) des Black Eyed Peas)
- 2011 : fausse publicité Le rap français chante l'enfance de Babs Bazzaro avec Bérengère Krief, Max Boublil
- 2011 : parodie de Bref. (Canal+) : Bwef d'Élodie Legale
- 2012 : clip parodique On va Mousser d'Élodie Legale
- 2012 : participation dans la vidéo Les Geeks de Cyprien Iov
- 2012 : Les Effets secondaires des gaz lacrymo en banlieue pour Orangina, d'Élodie Legale
- 2012 : clip parodique Put Your Sex in the Air en featuring avec Max Boublil
- 2012 : clip parodique Swagg d'Élodie Legale, avec la participation de Kemar, La Ferme Jérôme, Mister V, Baptiste Lorber (10 minutes à perdre)
- 2012 : participation dans la vidéo Le Mariage gay de Studio Bagel
- 2013 : participation dans la vidéo Et si l'alcool ne faisait plus effet ? de Studio Bagel
- 2013 : participation dans la vidéo Mission 404 : Internet doit rester vivant
- depuis 2015 : Les Kassos, sur YouTube (Charles Lee)
- 2015 : participation dans la vidéo Être connu du Rire Jaune
- février à mai 2020 : Animateur de LeLive, la web tv de Webedia

## Théâtre

### Spectacles collectifs
- 2009 : Rire contre le racisme à Lyon aux côtés de Phil Darwin, Booder, Katia Doris, Ophir, etc.
- 2011 : We Love Comedy avec Booder, Donel Jack'sman, Sebastian Marx, Tony St. Laurent, Sanaka, David Bosteli, Tom Villa, Tarik, Greg Romano, au Paname à Paris.
- 2012 : Joke and Dunk avec Shirley Souagnon, Waly Dia, Guillaume Bats, Caroline Vigneau, Nawell Madani, Marie Desroles, Christine Berrou et Luigi Li à l'Alhambra à Paris
- 2013 : Le Zapping Amazing 2 avec Norman, Cyprien, Natoo, Kemar, Mister V, Baptiste Lorber (10MinutesàPerdre), Julfou, Hugo Tout Seul et La ferme Jérôme à Marseille
- 2013 : Le Point-Virgule fait l'Olympia avec Bérangère Krief, Donel Jack'sman, Carole Guisnel, Ben, Mohamed Nouar, Fary, etc.
- 2024 : Passeport de Alexis Michalik au Théâtre de la Renaissance.

### One-man-shows

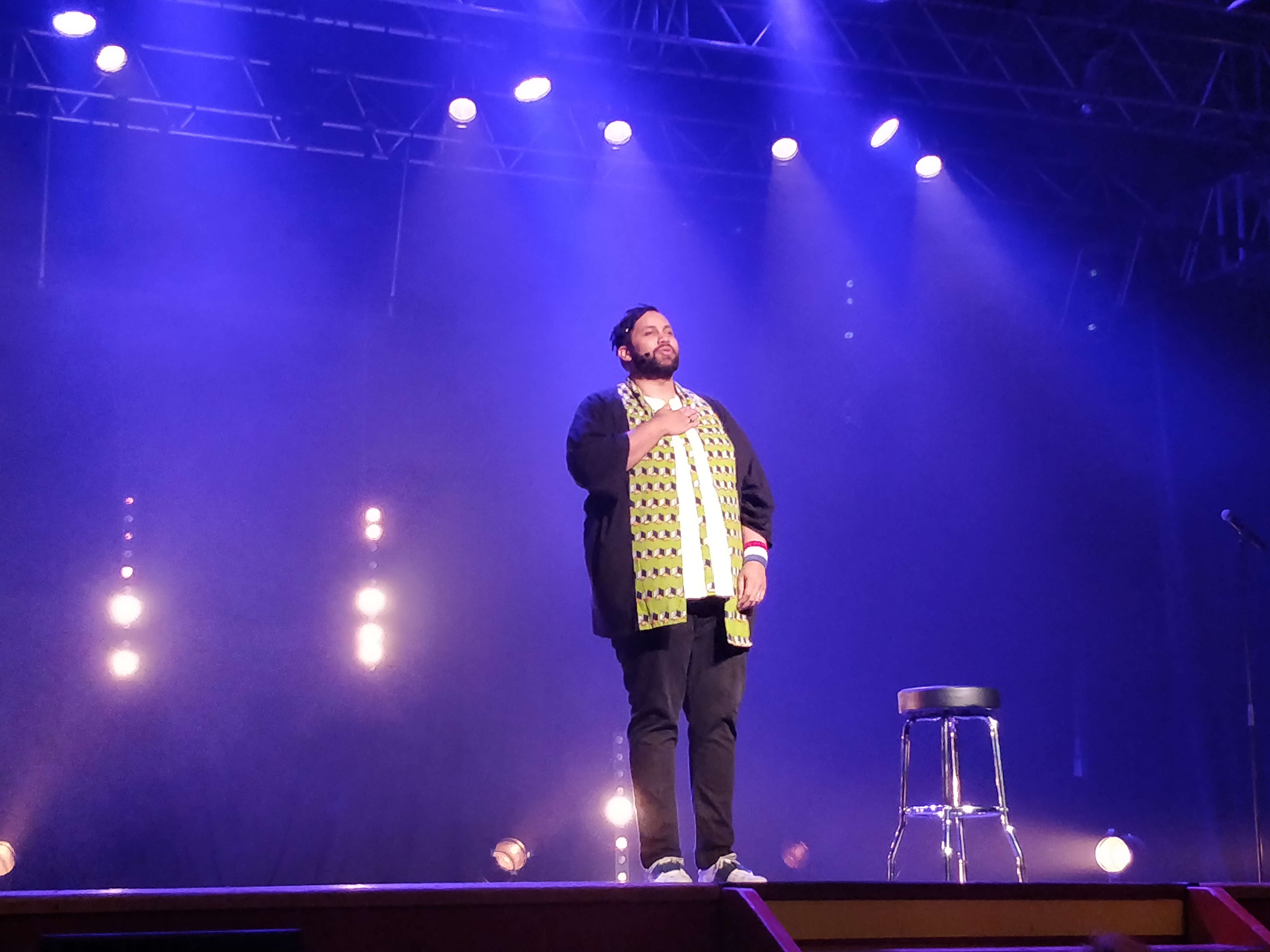
Kevin Razy en spectacle (2019).

- 2008 : The Little Diarrhée Of Kevin Razy au café-théâtre Popul'air
- 2009 : Nounours au café-théâtre Popul'air
- 2011 : Voulez-vous m'épouser ? au Théâtre Le Temple, mise en scène de Brigitte Tanguy
- 2012 : On va mousser au Paname Café
- 2012 : On va mousser au Théâtre Le Temple, collaboration artistique de Tarik Seddak
- 2013 : On va mousser au Théâtre BO St Martin, collaboration artistique de Tarik Seddak
- 2013 : On va mousser au Théâtre Rouge-Gorge à Avignon, collaboration artistique de Tarik Seddak
- 2015 : Mise à jour à l'Apollo Théâtre à Paris
- 2019 : Mise à jour à l'Espace Théodore Gouvy à Freyming-Merlebach
- 2023 : Fallait Être Là en tournée, collaboration artistique de Eymeric Macouillard-Gillet.

## Filmographie

### Cinéma
- 2017 : L'Ascension de Ludovic Bernard : Ben, l'animateur de la radio

### Télévision (fictions)
- 2012 : Bref., Canal+
- 2013-2014 : Pendant ce temps, Canal+
- 2015 : Les Kassos : Charles Lee (voix)

## Émissions de télévision
- 2012, 2014 : Jamel Comedy Club, Canal+
- 2012 : La Médiasphère, LCI
- 2012 : Repérages l'émission, Canal+
- 2012-2013 : On n'demande qu'à en rire, France 2
- 2013 : Le Débarquement, Canal+
- 2013-2015 : Le Before du Grand Journal, Canal+
- 2016 : 5 à 7 avec Arthur, TF1
- 2017 : Rendez-vous avec Kevin Razy[6], Canal+
- 2020 : Fort Boyard, France 2
- 2022 : Comme Des Gosses, M6

### Publicités
- 2012-2013 : Bouygues Telecom, Agence DDB
- 2013 : AXA, Agence Buzzman
- 2013 : Disneyland Paris, Agence BETC
- 2015-2016 : LCL

### On n'demande qu'à en rire
Il participe à l'émission à partir du 12 janvier 2012.
Il remporte le 4e prime time et est ainsi retenu comme participant au spectacle au Casino de Paris.
Son meilleur score est de 96/100.
| 1  | La France veut garder une bonne note                                                                       | 12 janvier 2012 | 79 |
| 2  | La grippe est en retard cette année                                                                        | 20 janvier 2012 | 67 |
| 3  | Enlever le « Mademoiselle » des documents administratifs                                                   | 30 janvier 2012 | 70 |
| 4  | Le procès de la lame de cutter dans une conserve                                                           | 22 février 2012 | 73 |
| 5  | Les escargots géants envahissent Miami (participation de Donel Jack'sman et Paco)                          | 3 mars 2012     | 79 |
| 6  | Je suis candidat à l'Académie française                                                                    | 16 mars 2012    | 80 |
| 7  | Comment reconnaître un œuf français ?                                                                      | 24 mars 2012    | 66 |
| 8  | Je suis le chirurgien des stars (participation des Lascars gays et Ahmed Sylla)                            | 4 avril 2012    | 77 |
| 9  | Benoît XVI à Cuba                                                                                          | 11 avril 2012   | 71 |
| 10 | Les qualités d'un tribun (participation de Shirley Souagnon)                                               | 13 avril 2012   | 74 |
| 11 | Je touche le jackpot sur une machine à sous (participation de Shirley Souagnon, Artus et Les Lascars gays) | 11 juin 2012    | 67 |
| 12 | Le prix d'un club sandwich dans Paris                                                                      | 13 juin 2012    | 60 |
| 13 | 7 manières de ne rien faire au bureau (participation de Donel Jack'sman)                                   | 20 juin 2012    | 66 |

| 14      | Je revends l'ordinateur que le lycée m'a donné | 14 septembre 2012 | 79                                         |
| 15      | Ma devanture a été taguée pendant la nuit | 21 septembre 2012 | 90                                         |
| 16      | Joute musicale entre Rohff et Booba | 1er octobre 2012  | 96                                         |
| 17      | Prof, un métier à risques | 8 octobre 2012    | 85                                         |
| 18      | Je passe des scorpions à la douane | 15 octobre 2012   | 74                                         |
| 19      | La soirée Facebook qui tourne à l'émeute | 2 novembre 2012   | 75                                         |
| 20      | Les Marseillais à Miami | 12 décembre 2012  | 79                                         |
| 21      | Un coach pour perdre votre accent de banlieue | 18 décembre 2012  | 74                                         |
| 22      | Que feriez-vous avant la fin du monde ? (participation de Ahmed Sylla, Antonia, Les Décaféinés et Vérino)                                                                                    | 21 décembre 2012  | 80                                         |
| 23      | Nounours a 50 ans | 11 janvier 2013   | 71                                         |
| 24      | Des policiers viennent chercher une fillette dans une cantine | 30 janvier 2013   | 71                                         |
| Prime 4 | Exceptionnellement une page de publicité (participation de Antonia, Marion Seclin, Vladys Muller, Monsieur Poulpe, Arnaud Cosson, Arnaud Tsamere, Aymeric Lompret et Steeven et Christopher) | 9 février 2013    | 183/200 (Jury : 92 - Téléspectateurs : 91) |
| 25      | L'émir du Qatar parle de la France (participation de Elodie le gall) | 2 avril 2013      | 86                                         |
| 26      | Un nouveau magazine féminin | 23 avril 2013     | 74                                         |
| 27      | Faire un livre pour cracher dans la soupe | 23 mai 2013       | 91                                         |

## Prise de positions politiques
Kevin Razy fait partie des signataires d'une tribune de Juliette Méadel, ex-secrétaire d'État chargée de l'Aide aux victimes, appelant à faire barrage à Marine Le Pen lors du second tour de l'élection présidentielle de 2017 et à soutenir ainsi son adversaire, Emmanuel Macron,.

## Distinctions

### Nominations
- Molières 2024 :  Molière du comédien dans un second rôle pour Passeport[10]